# Роман Шухевич
Роман Јосипович Шухевич (укр. Роман Йосипович Шухевич; Краковец, 30. јун 1907 — Лавов, 5. март 1950), познат и под псеудонимом Тарас Чупринка (укр. Тарас Чупрынка), био је украјински националиста, политичар и револуционар, заповедник Украјинске устаничке армије у Другом светском рату. Био је један од вођа масакра Пољака у западној Галицији и Волинији, где је убијено око 100.000 Пољака. Након рата крио се код Лавова, где је 5. марта 1950. ликвидиран од полиције.

## Биографија
Роман Шухевич потиче из традиционалне украјинске породице која се кроз своју историју јавно залагала за одвајање украјинске територије од пољске и руске доминације. Године 1934. Роман је завршио студије грађевинарства у склопу Лавовског политехничког института у граду Лавову. Уз своје студије, бавио се професионално атлетиком и музиком за шта је добио низ угледних награда. Убијен је док се крио у Лавову 5. марта 1950.

## Спорна личност
Украјински председник Виктор Јушченко 12. октобра 2007. издао је указ да му се постхумно дедели звање хероја Украјине, а поред Шухевича звање је добио и лидер УНА Роман Јосипович.
Недељу касније (19. октобра 2007) власти Луганске области позвале су председника Јушченка да повуче одлуку о звању хероја за Шухевича, а исти позив је упутило 23. октобра и градски савет Луганска. 21. априла 2010. апелациони суд Доњецка (административни град Доњецке области) акт председника назвао је незаконитом, „јер Шухевич није био грађанин независне Украјине”. Решење доњецкога суда је одмах ступило у закон. 
Дана 5. марта 2010. нови председник Украјине (Виктор Јанукович) потврдио је да ће укинути акт о звању хероја Шухевичу и (другој спорној личности) Степану Бандери. 16. фебруара 2011. високи административни суд Украјине одбацио је Шухевичу звање хероја.
Неслагање истока и запада Украјине се прије и касније показало са наранџастом револуцијом (2004-2005), ратом у Донбасу (од 2014) и инвазијом Русије на Украјину (2022), где је једна од руских захтева и денацификација.

### Споменици Роману Шухевичу
- Ивано-Франковск, скулптура постављена 24. маја 2019. на улици Романа Шухевича код школе № 2
- Калуш (Ивано-Франковска област), споменик генералу УНА Роману Шухевичу за 105. годишњицу рођења. Откривено 30. јуна 2012 од уметника Игора Семака
- Лавов (микрорејон Белогорша), у том рејону су постављене 3 бисте-скулптуре; једна стоји поред музеја, друга скулптура постављена је 2006, трећа (биста) је постављена 5. марта 2009 (рад вајара Јарослава Скакуна)
- Лавов (Личаковско гробље) меморијал са написом укр. Славної пам`яті головного командира УПА Романа Шухевича 1907—1950
- Воља Задеревацјка (Лавовска област) на алеји бораца украјинске независности (аутор Тарас Бјелоус)
- Горишни (Лавовска област), бронзана композиција састављена од фигура Степана Бандере, Шухевича и Тараса Шевченка код Богородичине цркве, постављено 25. августа 2011
- Заболотивци (Тернопољска област), открито 1. марта 2009, вајар Богдан Дјачук
- Књагиничи (Ивано-Франковска област), постављен 13. новембра 2005.
- Моршин (Лавовска област), постављен 14. октобра 1997. (вајар Василиј Гурмак)
- Тишковци (Ивано-Франковска област) постављен 2007.
- Тјудив (Ивано-Франковска област) постављен 9. јуна 2009.
- Хмељницки, бар-рељеф постављен 2018[7]

## Почасни грађанин
- Хуст (Закрпатска област, Украјина), изгласан од градског већа 10. марта 2010. заједно са Степаном Бандером, одлука преклицана закрпатским судом 20. маја 2011. након притужбе грађана Хуста[8]
- Тернопољ (Тернопољска област, Украјина), изгласан 30. априла 2010. од градског већа (заједно са Степаном Бандером)[9]
- Ивано-Франковск (Ивано-Франковска област, Украјина) изгласан од градског већа 6. маја 2010. (заједно са Степаном Бандером)
- Лавов (Лавовска област, Украјина) изгласан од градског већа 7. маја 2010.  (заједно са Степаном Бандером)